# Bloody Romance
Bloody Romance (chino simplificado: 媚者无疆, pinyin: Mei Zhe Wu Jiang), es una serie de televisión china transmitida del 24 de julio del 2018 hasta el 28 de agosto del 2018 por Youku.
La serie estuvo basada en la novela Bloody Romance (半明半寐) de Banming Banmei. 

## Sinopsis
Durante el período caótico hacia el final de la Dinastía Tang, Su Qixue, una joven mujer que luego de haber sido engañada y vendida a un burdel donde fue explotada y pasó por un infierno, termina convirtiéndose en una asesina, luego de escapar de la muerte e ingresar accidentalmente a una ciudad misteriosa de mujeres asesinas donde recibe el nombre de "Wan Mei".
Pronto conoce a Chang An, un hombre misterioso como una sombra, quien le enseña las técnicas para convertirse en una asesina y quien se convierte en su guía y guardián, y conforme pasa el tiempo ambos comienza a enamorarse. Qixue se convierte en la encargada de realizar misiones peligrosas que a su vez la ponen en peligro.
Cuando ambos se ven envueltos en una conspiración que involucra una lucha mortal por el poder, deben luchar por sus vidas, luego de que Cha Luo, la líder de los asesinos comenzara a ver a Wan Mei como rival, y conspirará con sus seguidores para destruirlos.
Por otro lado la personalidad y regalos de Wan Mei, hacen que Gong Zi, el verdadero líder de la Ciudad Gui Hua comience a interesarse en ella. Agobiado por el hecho de ocultar su verdadera identidad, Chang An comienza a distanciarse de Wan Mei, sin embargo no puede mantenerse lejos de ella por mucho tiempo.

## Reparto

### Personajes principales
| Actor      | Personaje                     | N.º de episodios | Notas |
| ---------- | ----------------------------- | ---------------- | ----- |
| Li Yitong  | Wan Mei / Su Qixue            | 36               |       |
| Qu Chuxiao | Chang An / Xie Huan, "Shadow" | 36               |       |

### Personajes secundarios
| Actor             | Personaje               | N.º de episodios | Notas |
| ----------------- | ----------------------- | ---------------- | --- |
| Wang Duo          | Gong Zi / Li Si Yuan    | -                | Es el verdadero líder de Gui Hua City y el Duque de Ning. Está enamorado de Wan Mei y hace todo lo que está en sus manos para protegerla, sin embargo ella no le corresponde. |
| Li Zifeng         | Xing Feng               | -                | Es la sombra de Cha Luo, de quien está enamorado y a quien sirve, debido a que está prohibido que las sombras y sus maestros se enamoren, no pueden estar verdaderamente juntos. Finalmente luego de ser arrestado, se quita la vida luego de la muerte de Cha Luo. |
| Jill Hsu          | Cha Luo                 | -                | Es la líder de la Ciudad Gui Hua, está enamorada de Xing Feng, sin embargo no puede estar completamente con él, debido a las reglas de la ciudad y la maldición que tienen. Cha Luo odia y está celosa de Wan Mei, por sus habilidades, poder, belleza y por su amor por Chang An. Finalmente muere luego de perder su batalla contra Wan Mei.                                                                                       |
| Ma Yuting (Ma Ge) | Yue Ying                | -                | Es una asesina experta que trabaja para Gong Zi desde que era pequeña y está enamorada de él, aunque él no le corresponde. Aunque en ocasiones está celosa de Wan Mei, ya que Gong Zi está enamorado de ella, también la respeta. Finalmente después de estar años junto a Gong Zi, lo deja y se une a su hermano dentro del palacio.                                                                                                |
| Puff Kuo          | Liu Guang               | -                | Es una experta asesina que trabaja para Cha Luo. Está enamorada de Chang An e intenta hacer todo lo posible porque él esté con ella, sin embargo Chang An no le corresponde y le deja en claro que a la que ama es Wan Mei. |
| Wang Yifan        | Di Yulin / Lan Ruo      | -                | Es el hijo adoptivo de Yue Qingya y el líder temporal de Xue Lian Jiao. Está enamorado de You Chan. |
| Yin Zhu Sheng     | Yue Qing Ya             | -                | |
| Du Yu Ming        | Huang Yu                | -                | |
| Wei Lu            | Cha Ru                  | -                | |
| Kong Qi Li        | Gu Lang                 | -                | |
| Li Yi Xuan        | Ruan Niang / Xie Ying   | -                | Es la amiga de la infancia de Chang An, cuyas familias los prometieron en matrimonio, sin embargo Chang An no la ama. Está decidida a vengar el nombre del Clan "Xie". Aunque intenta en varias ocasiones alejar a Chang An de Wan Mei, sus planes no resultan. Finalmente se quita la vida cuando se da cuenta de que Chang An está dispuesto a abandonar el objetivo de vengar a su familia con tal de salvar y estar con Wan Mei. |
| Zhuo Yu Qian      | Wan Xiang               | -                | |
| Su Xiao Ding      | Li Cunxu                | -                | |
| Mark Han          | Huang Yong / Huang Xiao | -                | |
| Chai Ou           | Cha Wu                  | -                | Es una Tian Sha de 40 años, con una gran experiencia en artes marciales y que valora la amistad. Cuando conoce a Wan Mei le pide que se haga pasar por su hija por una noche, quien cree ha muerto. Cuando Cha Luo manda a Wan Xiang a asesinarla, prometiéndole darle su lugar como Tian Sha, Cha Wu descubre que Xiang es en realidad su hija, lo que destruye a Xiang al ser la responsable de la muerte de su madre.             |
| Zhao Lei Qi       | Yu Gonggong             | -                | |
| Ma Jing Jing      | Qin Yu Sang             | -                | |
| Wang Le Le        | Lan He / Lan Qin        | -                | |
| Ge Zheng          | Han Yue                 | -                | Es un miembro del clan Han, muere luego de ser envenenado por Yue Ying. |
| Zhang Xin Yan     | Fang Ying Ying          | -                | Es la hermana menor de Fang Ge. |
| Wang Xi Yan       | Mrs. Fang               | -                | Es una mujer asignada al cuidado de Fang Ge, luego de que su antiguo maestro le diera sus tierras y el cuidado de la señora Fang. |
| Liang Ye Wen      | You Lian                | -                | |

### Otros personajes
| Actor           | Personaje   | N.º de episodios | Notas |
| --------------- | ----------- | ---------------- | --- |
| Li Jian         | Fang Ge     | -                | |
| -               | Liu Yanzhi  | -                | Es el discípulo del Maestro Huang, busca vengarse de Wan Mei y de Fang Ge. |
| Liu Mengmeng    | You Chan    | -                | Es la única sobreviviente del Clan Ding Shan, luego de que Xue Lian Jiao asesinara al clan. También es la Guardián de la Secta del Loto de Sangre. |
| Gao Xin         | Chen Mo     | 1                | Es un médico y el primer objetivo de Wan Mei para asesinarlo. |
| Zhang Tian Yang | Han Xiu     | 2                | Es uno de los objetivos que Cha Lou le asigna a Wan Mei, sin embargo ella no lo mata y él termina suicidándose al sentirse responsable por la muerte de Peony, la mujer que amaba. |
| -               | Xiaoxia     | 2                | Es una pequeña de 12 años que termina contagiándose de un virus cuando Wan Mei es infectada con este. Sus padres murieron y luego de que su hermana mayor se casara con un hombre que siempre las golpeaba. Xiaoxia trata a Wan Mei como a su hermana mayor y la protege, cuando Wan Mei logra curarla decide irse para darle la oportunidad de vivir una vida libre. |
| -               | Doctor Shen | 1                | Es uno de los objetivos asignados a Wan Mei. |
| Chen Ran        | -           | 1                | Es una asesina. |

## Episodios
La serie estuvo conformada por 36 episodios, los cuales fueron emitidos todos los martes para los VIP Martes (5 episodios) y de lunes a viernes (1 episodio) a las 20:00hrs.

## Música
El Soundtrack de la serie estuvo conformada por 5 canciones.
La música de inicio de la serie fue "Waiting For You" interpretada por Tia Ray, mientras que la música de cierre "Disfavored" fue interpretada por Li Yitong.
| No. | Artista             | Canción                      | Letra   | Música                  | Notas               |
| --- | ------------------- | ---------------------------- | ------- | ----------------------- | ------------------- |
| 1   | Tia Ray (袁娅维)    | "Waiting For You" (一生等你) | Chen Xi | Chen Xi y Dongdong Dong | (tema musical)      |
| 2   | Li Yitong           | "Disfavored" (失宠)          | Chen Xi | Dongdong Dong           | (canción de cierre) |
| 3   | Cao Ge              | "One" (一)                   | Chen Xi | Dongdong Dong           |                     |
| 4   | Cui Zige            | "One Step" (独步)            | Chen Xi | Dongdong Dong           |                     |
| 5   | Qu Chuxiao (屈楚萧) | "Waiting For You" (一生等你) | -       | -                       | (versión masculina) |

## Premios y nominaciones
| Año  | Categoría     | Premio             | Nominado   | Resultado |
| ---- | ------------- | ------------------ | ---------- | --------- |
| 2018 | Best Newcomer | 24th Huading Award | Qu Chuxiao | Nominado  |

## Producción
La serie fue dirigida por Yi Jun y contó con el apoyo del escritor Banming Banmei (quien escribió la novela original "Bloody Romance" de la cual está basada la serie). Mientras que la producción estuvo a cargo de Zhang Wei. También contó con el apoyo de Guo Yong, quien fungió como director de artes marciales, mientras que Di Kun fue el encargado de la producción y la dirección artística. 
La serie fue filmada en Hengdian World Studios de septiembre de 2017 hasta enero del 2018, y contó con el apoyo de las compañías de producción Youku y "Moon Blossom".

### Recepción
La serie fue un éxito comercial y para agosto de 2018 ya había obtenido obtuvo más de 600 millones de visitas en línea.
La serie fue elogiada por su trama y su alta calidad de producción, así como contar con un personaje femenino principal fuerte.

### Emisión internacional
La serie se emitirá internacionalmente en 13 países extranjeros a través de Youku.